# Лукомська Наталія Іванівна
Наталія Іванівна Лукомська (нар. 9 серпня 1936, село Гербине, тепер Балтського району Одеської області) — українська радянська діячка, бригадир городньої бригади колгоспу імені Калініна Котовського району Одеської області. Депутат Верховної Ради УРСР 9-го скликання.

## Біографія
Народилася у селянській родині. З 1951 року — обліковець колгоспу «Рассвет» Балтського району Одеської області.
Освіта середня спеціальна. У 1957 році закінчила Заводівський сільськогосподарський технікум.
У 1957—1972 р. — агроном колгоспу «Родина» Котовського району Одеської області.
З 1972 року — бригадир городньої бригади колгоспу імені Калініна села Малий Фонтан Котовського району Одеської області.
Потім — на пенсії у селі Малий Фонтан Подільського району Одеської області.

## Нагороди
- орден Леніна
- медалі